# Paziella nuttingi
Paziella nuttingi är en snäckart som först beskrevs av Dall 1896.  Paziella nuttingi ingår i släktet Paziella och familjen purpursnäckor. Inga underarter finns listade i Catalogue of Life.